# Chris Dean

a Compétitions nationales et continentales officielles uniquement.

Chris Dean, né le 17 janvier 1988 à Wigan, est un joueur de rugby à XIII anglais évoluant au poste de centre dans les années 2000 et 2010. En club, il a effectué toute sa carrière au sein du même club : le St Helens RLFC en Super League depuis 2007.